# Baba Ibrahim Suma-Keita
Baba Ibrahim Suma-Keita (* 20. April 1947; † 18. Juli 2020 in Freetown) war ein sierra-leonischer Marathonläufer. 
Er nahm an den Olympischen Sommerspielen 1980 und 1988 im Marathonlauf teil. Bei den Spielen 1988 in Seoul war er Fahnenträger der sierra-leonischen Mannschaft.